# Gerald Walenn

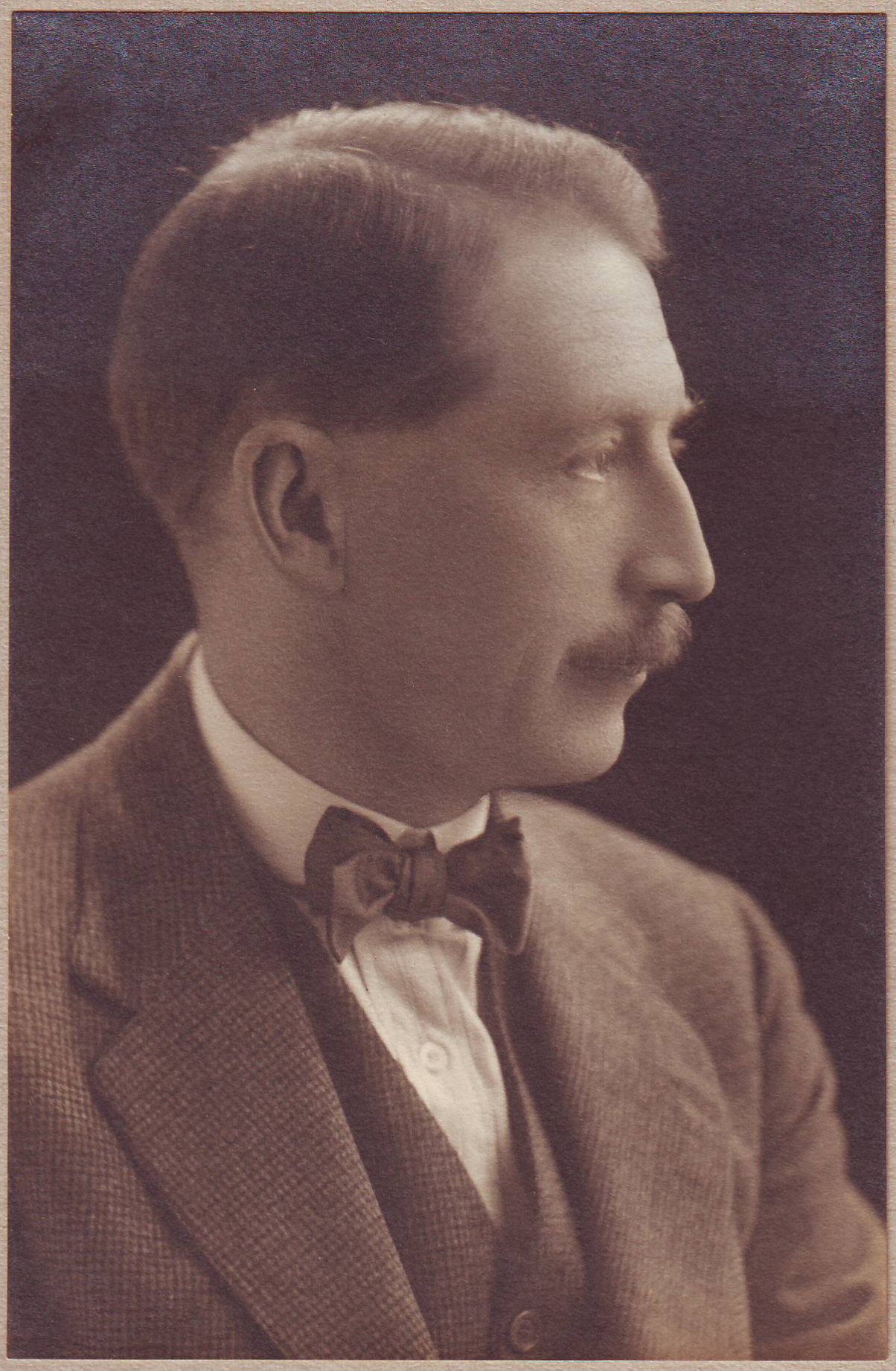
Gerald Walenn um 1924

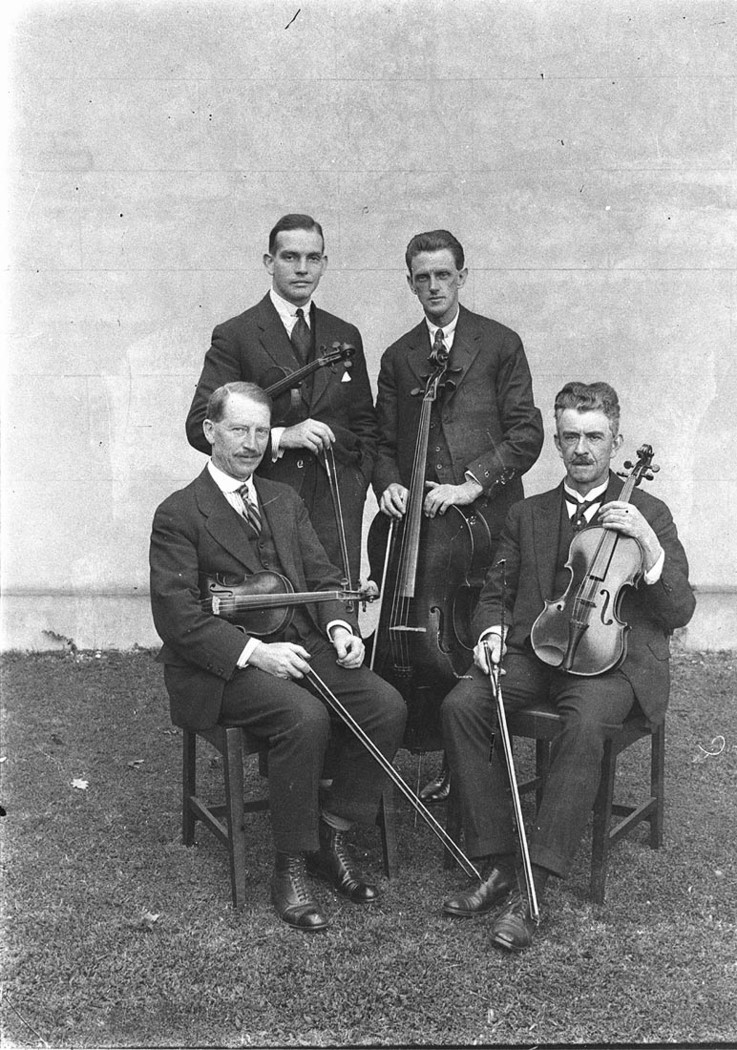
New South Wales State Conservatorium Quartet: Gerald Walenn, Lionel Lawson, Gladstone Bell und Alfred Hill (Foto aufgenommen nach 1924)

Gerald Harman Walenn (* 19. November 1871 in London (England); † 29. Januar 1942 in Australien) war ein britischer Violinist und Komponist klassischer Musik.

## Leben
Gerald Walenns Vater war Wissenschaftler und arbeitete für viele Jahre im Londoner Patentamt. Seine Mutter hatte eine musikalische Erziehung genossen, aber nicht zu einem Studium weitergeführt. Das musikalische Interesse in der Familie war dennoch groß und führte dazu, dass etliche der Kinder des Ehepaares später einen Musikerberuf ergriffen. So wurde Herbert Walenn ein Cellist und Professor an der Royal Academy of Music, Charles Walenn arbeitete bei der J. C. Williamson Gilbert and Sullivan Opera Company, ein anderer Bruder wurde ein angesehener Organist und Gerald Walenn sowie eine seiner Schwestern studierten Violine. Zwei weitere Geschwister fanden zudem den Weg in Berufe der bildenden Künste.
Gerald Walenn erhielt im Alter von 8 Jahren den ersten Violinunterricht bei Kate Chaplin und später bei John Rutson. Sein Studium an der Royal Academy of Music führte er bei Prosper Sainton weiter und nach dessen Tod unter Emile Sauret.
Sein Konzertdebüt gab Gerald Walenn im Alter von 14 Jahren mit der Ballade für Violine und Orchester op. 16a von Moritz Moszkowski in der St James’s Hall. Später hatte er die Ehre, in Osborne das Violinkonzert von Mendelssohn im Beisein von Königin Victoria zu spielen. Gerald Walenn spielte auf Konzerttourneen sowohl in Großbritannien als auch in den USA und Kanada.
1903 gründete er das Walenn String Quartet mit Herbert Kinze (Violine), James Lockyer (Viola) und seinem Bruder Herbert (Cello). Später wurde die Position der Viola durch Lionel Tertis ersetzt. Das Quartett löste sich 1914 aufgrund des Ausbruchs des Ersten Weltkriegs auf.
Im Jahr 1917 übersiedelte Gerald Walenn nach Australien und folgte damit einem Ruf auf eine Violin-Professur am Elder Conservatorium in Adelaide. 1924, sieben Jahre später, wechselte Walenn an das New South Wales State Conservatorium of Music in Sydney und besetzte dort die gleiche Position und gründete dort das Conservatorium String Quartet mit Lionel Lawson (Violine), Alfred Hill (Viola) und Gladstone Bell (Cello).

## Werke
- Feuille d’album, für Violine und Klavier
- 3 pieces für Violine und Klavier
- Song of the desert
- Butterfly
- Romance & Allegro, für 2 Violinen, Cello und Klavier
- Caprice für Violine und Orchester
- Harlequinade für Violine und Klavier oder Orchester (1900)
- Quartett für 2 Violinen, Cello und Klavier
- 3 easy pieces, für Violine und Klavier
- Old Lavender, für Violine und Klavier